# 竹内章 (実業家)
竹内 章（たけうち あきら、1954年12月4日 - ）は日本の実業家。三菱マテリアル取締役会長。

## 人物
大阪府出身。1977年京都大学経済学部卒業。同年三菱金属（現三菱マテリアル）入社。
1990年デューク大学ロースクール修了、2006年執行役員法務部門長、2009年常務取締役、2014年取締役副社長。
2015年に矢尾宏の後任として第6代三菱マテリアル取締役社長に就任したが、2018年、品質データ改竄事件の責任を取り代表権のない会長に退いた。